# الكسندر فالك
الكسندر فالك (بالسويدية: Alexander Falk)‏ هو لاعب هوكي الجليد سويدي، ولد في 24 مايو 1993 في ستوكهولم في السويد.

## وصلات خارجية
- الكسندر فالك على موقع EliteProspects.com (الإنجليزية)
- الكسندر فالك على موقع HockeyDB.com (الإنجليزية)